# Mopiopia
Genre
Synonymes
- Tariona Simon, 1902

Mopiopia est un genre d'araignées aranéomorphes de la famille des Salticidae.

## Distribution
Les espèces de ce genre se rencontrent au Brésil et à Cuba.

## Liste des espèces
Selon World Spider Catalog (version 18.0, 25/04/2017) :
- Mopiopia albibarbis (Mello-Leitão, 1947)
- Mopiopia bruneti (Simon, 1903)
- Mopiopia comatula Simon, 1902
- Mopiopia gounellei (Simon, 1902)
- Mopiopia labyrinthea (Mello-Leitão, 1947)
- Mopiopia maculata (Franganillo, 1930)
- Mopiopia mutica (Simon, 1903)
- Mopiopia tristis (Mello-Leitão, 1947)

## Publication originale
- Simon, 1902 : Description d'arachnides nouveaux de la famille des Salticidae (Attidae) (suite). Annales de la Société Entomologique de Belgique, vol. 46, p. 24-56 & 363-406 (texte intégral).